# 南阳银行
南阳银行是位于河南南阳的商业银行。

## 简介
公司成立于1998年，是中国较早成立的城市商业银行之一。目前总资本3.3亿元，拥有1个营业部和63家支行。营业机构分布于南阳市区、河南油田、西峡县、淅川县、镇平县、方城县、邓州市、桐柏县、南召县和桐柏县安棚碱矿，并附设44处自助银行机。
2014年12月26日开封、安阳、鹤壁、新乡、濮阳、许昌、漯河、三门峡、南阳、商丘、信阳、周口、驻马店等13家河南省市立商业银行以新设合并方式成立中原银行，原各地商业银行更名为中原银行。
注意，南陽銀行不是南洋商業銀行。